# Träfärgat jordfly
Träfärgat jordfly (Axylia putris) är en fjärilsart som beskrevs av Carl von Linné 1761. Träfärgat jordfly ingår i släktet Axylia och familjen nattflyn. Arten är reproducerande i Sverige. Inga underarter finns listade i Catalogue of Life.

## Bildgalleri

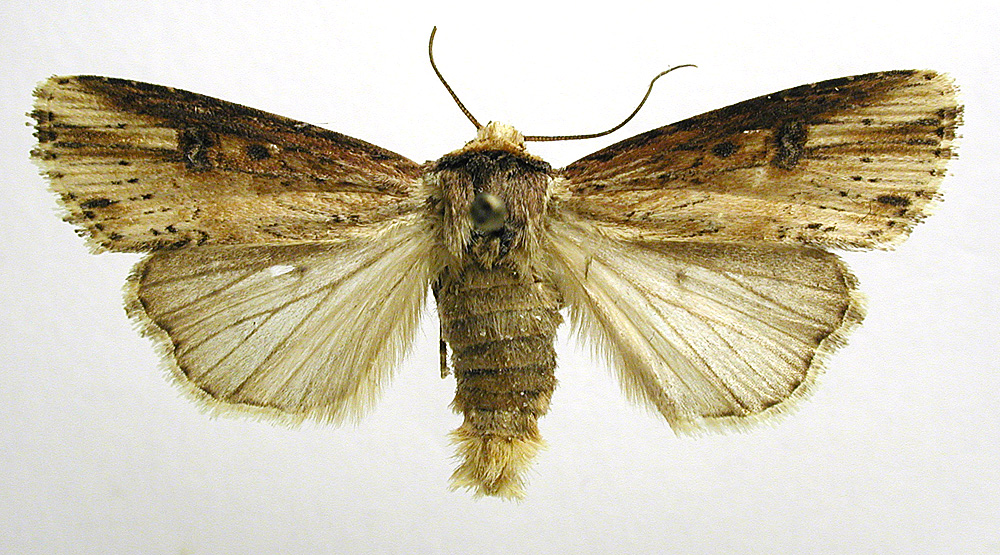